# Królik kalifornijski

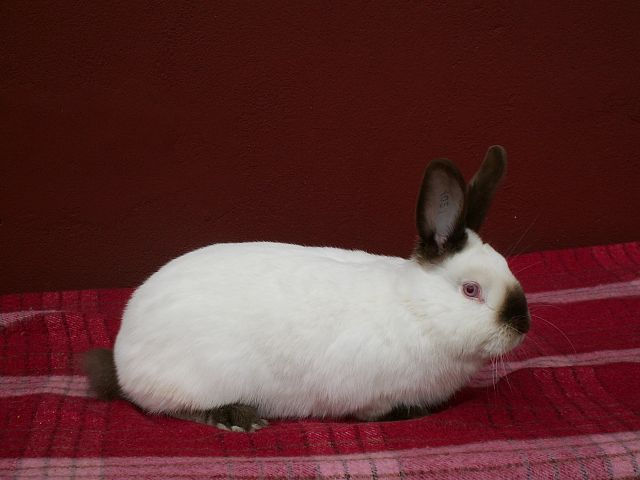

Królik kalifornijski (Oryctolagus cuniculus) – rasa królika domowego wyhodowana w Stanach Zjednoczonych niedaleko Kalifornii, dzięki czemu zawdzięcza swoją nazwę. Rasa powstała dzięki efektowi krzyżowania ras takich jak: królik nowozelandzki biały, królik szynszyl oraz królik himalajski (rosyjski).

## Charakterystyka
Rasę charakteryzuje białe futro z wyjątkiem czarnych uszu, tylnych kończyn (do stawu skokowego) i okolic nosa które są ciemnobrązowe lub czarne. Oczy są małe i czerwone.
Królik ten ma nieduże stojące uszy (10,5–11,5 cm). Kończyny są mocne, średniodługie. Najwyższa masa królika może osiągnąć do 5,5 kg.

## Rozród
Samice oraz samce osiągają dojrzałość płciową w wieku 4-6 miesięcy. Ciąża trwa około 32 dni i rodzi się około 6-8 młodych.